# 亞美尼亞禮天主教君士坦丁堡總教區
亞美尼亞禮天主教君士坦丁堡總教區（拉丁語：Archieparchia Constantinopolitana Armenorum）是土耳其一個東儀天主教總教區（亞美尼亞禮）。
總教區成立於1830年7月6日，1866年9月14日宗主教教座遷至，1928年10月15日宗主教教座又遷回黎巴嫩伯總馬，恢復總教區的地位。2009年有十名司鐸、五個堂區、3,450名教友。現任教區總主教為若望·喬拉基安。